# Pseudobarbus afer
Pseudobarbus afer är en fiskart som först beskrevs av Peters, 1864.  Pseudobarbus afer ingår i släktet Pseudobarbus och familjen karpfiskar. IUCN kategoriserar arten globalt som starkt hotad. Inga underarter finns listade i Catalogue of Life.